# Redemptoris nostri cruciatus
Redemptoris nostri cruciatus è la sedicesima enciclica pubblicata da papa Pio XII il 15 aprile 1949, solennità del Venerdì santo.

## Contenuto
Il papa parla dei luoghi santi, per la fede cristiana, che si trovano in Palestina.
L'enciclica, pubblicata durante il conflitto palestinese, rivolgeva un appello alla pace alle parti contendenti, ricordando la terra nella quale il divin Redentore Gesù Cristo visse, patì e morì sulla croce. In alcuni dei passaggi più significativi, viene menzionata la situazione pluriennale dei cristiani in esilio e dei loro luoghi sacri, profanati e distrutti. La comunità ecclesiale viene invitata alla preghiera di pace e a rivolgersi alle autorità in attesa di un mandato internazionale sulla "città santa":
La Resurrezione di Gesù, Maria Regina della Pace e gli angeli non sono invece esplicitamente menzionati nel testo.